# Martin Ohm
Martin Ohm (Erlangen, 6 maggio 1792 – Berlino, 1º aprile 1872) è stato un matematico tedesco.

## Biografia
Si laureò in matematica nel 1811 all'università di Erlangen-Norimberga, dove ebbe come insegnante Karl Friedrich von Langsdorf.
Nel 1824 divenne professore assistente all'Università di Berlino e nel 1839 professore ordinario. Tra i suoi studenti vi furono Lazarus Immanuel Fuchs, Eduard Heine e Rudolph Lipschitz.
Fu il primo a sviluppare pienamente la teoria dell'esponenziale a b, con a e b entrambi numeri complessi.
Gli si attribuisce l'introduzione del nome sezione aurea.
Era fratello minore di Georg Ohm.